# Pampanga
A Pampanga é um província de  primeira classe de renda da província (d) na região Luzon Central, nas Filipinas. De acordo com o censo de 1 de maio  de  2020 possui uma população de 2 437 709 pessoas e 573 920 domicílios. 
Pampanga que se estende a nordeste da Baía de Manila. Seu nome foi dado pelos conquistadores espanhóis que encontraram os antigos nativos do lugar vivendo nas proximidades das margens do rio, chamadas por eles de pampang na língua indígena.
Foi criada em 1571 e é a mais antiga das sete províncias da região central de Lução. Sua capital é San Fernando e a culinária provincial é famosa em toda as Filipinas e grande fonte de renda da região. A província cobre uma área de 2180 km² e sua população é de 1.882.730 habitantes (censo 2000). 
Servida por um grande aeroporto internacional, o segundo maior de Luzon, suas principais atividades econômicas são a agricultura e a pesca; nos últimos anos, atividades do ramo da eletrônica também estão em franco desenvolvimento na província, com a produção de semi-condutores e computadores.

## Subdivisões
Municípios
- Apalit
- Arayat
- Bacolor
- Candaba
- Floridablanca
- Guagua
- Lubao
- Macabebe
- Magalang
- Masantol
- Mexico
- Minalin
- Porac
- San Luis
- San Simon
- Santa Ana
- Santa Rita
- Santo Tomas
- Sasmuan

Cidades
- Mabalacat
- San Fernando
- Angeles  (Independente administrativamente da província mas agrupada sob Pampanga pela Autoridade Filipina de Estatísticas.)